# تپه مورت سبز
تپه مورت سبز مربوط به عصر آهن - دوره اشکانیان است و در شهرستان گیلانغرب، بخش مرکزی، دهستان ویژنان، زیر روستای مورت سبز واقع شده و این اثر در تاریخ ۲۶ اسفند ۱۳۸۷ با شمارهٔ ثبت ۲۵۶۷۰ به‌عنوان یکی از آثار ملی ایران به ثبت رسیده‌است.